# 마카오 제우스호 조난 사고
마카오 제우스호 조난 사고는 2008년 9월 24일 오후 제주선적 4,000톤급 화물선 제우스호가 마카오 남서쪽 57km 해상에서 전복되어 선원 17명이 실종된 사고이다.

## 사고 개요 및 원인
사고의 원인은 우선 태풍 하구핏의 영향권을 관통하다가 발생한 사고이다. 제우스호는 사고 당시 유리 원료 6,200톤을 싣고 간 것으로 드러났으며 사고 화물선은 지난 9월 21일 베트남을 떠나 오는 9월 28일 마산항을 통해 입항할 예정이었다.

## 수색 결과
사고 당시 기상 조건이 매우 나쁜 상태여서 중국 측의 구조 요청에 어려움이 있는 것으로 알려져 왔으며 수색에 난항이 있는 것으로 전해졌다. 또한 대한민국 해양경찰청과 대한민국 해군 측이 9월 25일 오전 항공기와 헬기 각각 2대, 대형 함정을 포함한 구조정 20척을 사고 해역에 급파하여 실종자 수색 작업을 중국 측에 실시한다고 밝혔다.

## 실종자 국적
- 대한민국: 8명
- 미얀마: 8명
- 인도네시아: 1명

## 같이 보기
- 2008년 태풍 하구핏